# Allata raquelae
Allata raquelae är en fjärilsart som beskrevs av Alexander Schintlmeister 1993. Allata raquelae ingår i släktet Allata och familjen tandspinnare. Inga underarter finns listade i Catalogue of Life.